# Ryohei Watanabe
Ryohei Watanabe (japanisch 渡邉 綾平 Watanabe Ryohei; * 8. Februar 2002 in der Präfektur Kanagawa) ist ein japanischer Fußballspieler.

## Karriere
Ryohei Watanabe erlernte das Fußballspielen in der Schulmannschaft der Maebashi Ikuei High School sowie in der Universitätsmannschaft der Hōsei-Universität. Seinen ersten Vertrag unterschrieb er am 1. Februar 2024 bei Sagan Tosu. Der Verein aus Tosu spielte in der ersten Liga, der J1 League. Sein Erstligadebüt gab Watanabe am 5. Oktober 2024 (33. Spieltag) im Auswärtsspiel gegen den FC Tokyo. Bei dem 1:1-Unentschieden wurde er in der 61. Minute für Yūki Horigome eingewechselt. In seiner ersten Profisaison bestritt er vier Erstligaspiele. Am Ende der Saison 2024 belegte er mit Sagan Tosu den letzten Tabellenplatz und musste somit in die zweite Liga absteigen.